# Sevlievo
Sevlievo (în bulgară Севлиево) este un oraș în Obștina Sevlievo, Regiunea Gabrovo, Bulgaria.

## Demografie
Componența etnică a orașului Sevlievo
     Turci (9,81%)
     Nicio identificare (8,69%)
     Bulgari (80,07%)
     Romi (1,2%)
     Altele (0,21%)
La recensământul din 2011, populația orașului Sevlievo era de 22.676 locuitori. Din punct de vedere etnic, majoritatea locuitorilor (80,07%) erau bulgari, existând și minorități de turci (9,81%) și romi (1,2%). Pentru 8,69% din locuitori nu este cunoscută apartenența etnică.

## Personalități născute aici
- Malina Stancheva Stancheva (cunoscută ca Malina, n. 1967), cântăreață.